# 30. oktober
30. oktober je 303. dan leta (304. v prestopnih letih) v gregorijanskem koledarju. Ostaja še 62 dni.

## Dogodki
- 1270 – osma križarska vojna: konča se obleganje Tunisa
- 1905 – ruski car Nikolaj II. z oktobrskim manifestom uvede dumo
- 1918 – Turčija in antanta podpišejo premirje, ki nastopi opoldne naslednji dan in zaključi prvo svetovno vojno na Bližnjem vzhodu
- 1920 – ustanovljena Komunistična Partija Avstralije v Sydneyju
- 1922 – Benito Mussolini postane italijanski predsednik vlade
- 1938 – Orson Welles predvaja radijsko igro Vojna svetov, ki povzroči paniko med poslušalci, ki so verjeli v resničnost igre
- 1941 – Druga svetovna vojna: Franklin Delano Roosevelt potrdi pomoč v višini ene milijarde ameriških dolarjev za zavezniški program Lend-Lease
- 1959 – Miličniki v zgodnjem jutru ustrelijo kriminalca in ubijalca Franca Rihtariča, kar je tudi zadnja izvršena smrtna kazen na slovenskih tleh
- 1961 – Sovjetska zveza detonira hidrogensko bombo (t.im. Carska bomba) nad Novo Zemljo in s tem sproži eksplozijo z močjo 58 megaton, kar je najmočnejša sila, ki jo je sprostil človek
- 1973 – Turčija: dograjen je Bosporski most v Istanbulu, povezava med kontinentoma Evropo in Azijo
- 1975 – med pristajanjem Inex Adriinega letala na praškem letališču Ruzyně v nesreči umre 74 ljudi
- 1991 – začetek bližnjevzhodne mirovne konfrence v Madridu
- 1995 – volivci na referendumu tesno zavrnejo odcepitev Quebeca
- 2005 – po 61 letih obnovljena dresdenska cerkev Frauenkirche

## Rojstva
- 1218 – cesar Čukjó, 85. japonski cesar († 1234)
- 1327 – Andrej Kalabrijski, madžarski princ, neapeljski kralj, vojvoda Kalabrije († 1345)
- 1451 – Krištof Kolumb, genovsko-španski pomorščak (drugi možni datum rojstva je 25. julij) († 1505)
- 1735 – John Adams, ameriški predsednik († 1826)
- 1818 – Danšaku Motoda Nagazane, japonski cesarski vzgojitelj († 1891)
- 1821 – Fjodor Mihajlovič Dostojevski, ruski pisatelj († 1881)
- 1839 – Alfred Sisley, angleški slikar († 1899)
- 1840 – William Graham Sumner, ameriški sociolog, ekonomist († 1910)
- 1862 – 
  - Anton Funtek, slovenski pesnik, pisatelj, prevajalec († 1932)
  - Friedrich Meinecke, nemški zgodovinar († 1954)
- 1871 – Paul Valéry, francoski pesnik († 1945)
- 1873 – Francisco Indalecio Madero, mehiški državnik, predsednik Mehike († 1913)
- 1882 –
  - William Halsey, ml., ameriški admiral († 1959)
  - Günther von Kluge, nemški maršal († 1944)
- 1885 – Ezra Pound, ameriški pesnik († 1972)
- 1895 – Gerhard Domagk, nemški bakteriolog, nobelovec 1939 († 1964)
- 1900 – Ragnar Granit, finski nevrolog, nobelovec 1967 († 1991)
- 1906 – Giuseppe Farina, italijanski avtomobilski dirkač († 1966)
- 1907 – Sol Tax, ameriški etnolog († 1995)
- 1908 – Dmitrij Fjodorovič Ustinov, sovjetski maršal in minister za obrambo († 1984)
- 1928 – Daniel Nathans, ameriški mikrobiolog, nobelovec 1978 († 1999)
- 1939 – 
  - Leland H. Hartwell, ameriški znanstvenik, nobelovec 2001
  - Grace Slick, ameriška pevka (Jefferson Airplane)
- 1941 – Theodor Wolfgang Hänsch, nemški fizik, nobelovec 2005
- 1947 – Timothy B. Schmit, ameriški glasbenik (Eagles)
- 1954 – Jože Bohorč, slovenski harmonikar in skladatelj († 2021)
- 1957 – Kevin Pollak, ameriški igralec
- 1960 – Diego Armando Maradona, argentinski nogometaš
- 1979 – 
  - Suzana Lep Šimenko, slovenska ekonomistka in političarka
  - Xavier Espot Zamora, andorski politik
- 1980 – Kareem Lamar Rush, ameriški košarkar
- 1981 – Ivanka Trump, ameriška manekenka
- 1984 – Tyson Strachan, kanadski hokejist
- 1986 – Thomas Morgenstern, avstrijski smučarski skakalec

## Smrti
- 1137 – Sergej VII., neapeljski vojvoda
- 1174 – Friderick de la Roche, nadškof Tira, jeruzalemski kancler
- 1272 – Hugo IV., burgundski vojvoda (* 1213)
- 1611 – Karel IX., kralj Švedske in Finske (* 1550)
- 1626 – Willebrord Snell van Royen, nizozemski matematik, fizik, astronom (* 1580)
- 1634 – György Káldi, madžarski teolog in prevajalec katoliškega Svetega pisma (* 1573)
- 1757 – Osman III., sultan Osmanskega cesarstva (*  1699)
- 1895 – Fran Celestin, slovenski književni zgodovinar (* 1843)
- 1910 – Jean Henri Dunant, švicarski človekoljub, nobelovec 1901 (* 1828)
- 1915 – sir Charles Tupper, kanadski predsednik vlade (* 1821)
- 1918 – Egon Schiele, avstrijski slikar (* 1890)
- 1944 –  Vladimir Miselj, slovenski diplomat (* 1899)
- 1953 – Emmerich Kálmán, madžarski skladatelj (* 1882)
- 1975 – Gustav Ludwig Hertz, nemški fizik, nobelovec 1925 (* 1887)
- 1997 – Samuel Fuller, ameriški filmski režiser (* 1912)
- 2002 – Jam Master Jay, ameriški rapper (Run DMC) (* 1965)
- 2007 – John Woodruff, ameriški atlet (* 1915)
- 2009 – Claude Lévi-Strauss, francoski etnolog, antropolog, sociolog in filozof (* 1908)

## Prazniki in obredi
- Dan spomina na žrtve Sovjetskih političnih pregonov, Post - Sovjetske države